# Cantó de Saint-Denis-Nord-Est
El cantó de Saint-Denis-Nord-Est és un antic cantó francès del departament de Sena Saint-Denis, que estava situat al districte de Saint-Denis. Comptava amb part del municipi de Saint-Denis.
Va desaparèixer al 2015 i el seu territori es va dividir entre el Cantó de Saint-Denis-1 i el Cantó de Saint-Denis-2.
| Data d'elecció                           | Identitat         | Partit | Qualitat |
| ---------------------------------------- | ----------------- | ------ | -------- |
| 1967-1982                                | Robert Dumay      | PCF    |          |
| 1982-1988                                | Oscar Œsterwind   | PCF    |          |
| 1988-1994                                | Maurice Soucheyre | PCF    |          |
| 1994-2008                                | Didier Paillard   | PCF    |          |
| 2008-                                    | Bally Bagayoko    | PCF    |          |
| les dades anteriors no són pas conegudes |                   |        |          |
|                                          |                   |        |          |

| A partir de 1990: Població sense dobles comptes |